# Кути (Вармінсько-Мазурське воєводство)
Кути (пол. Kuty, нім. Kutten) — село в Польщі, у гміні Позездже Венґожевського повіту Вармінсько-Мазурського воєводства.
Населення — 155 осіб (2011).
У 1975-1998 роках село належало до Сувальського воєводства.

## Демографія
Демографічна структура станом на 31 березня 2011 року:
|          | Загалом | Допрацездатний вік | Працездатний вік | Постпрацездатний вік |
| -------- | ------- | ------------------ | ---------------- | -------------------- |
| Чоловіки | 78      | 14                 | 57               | 7                    |
| Жінки    | 77      | 11                 | 44               | 22                   |
| Разом    | 155     | 25                 | 101              | 29                   |